# Koppelteken in de Nederlandse spelling
Het koppelteken is een leesteken dat de vorm heeft van het kortste liggende streepje (" - "). Uiterlijk komt het overeen met het afbreekstreepje en het weglatingsstreepje: in de typografie wordt voor alle drie de tekens een divisie gebruikt.

## Gebruik
Afzonderlijke woorden worden los van elkaar geschreven. Twee woorden kunnen echter worden samengevoegd en drukken dan een nieuwe betekenis uit. Dit samenvoegen levert in de spelling soms problemen op. Het koppelteken vormt een van de oplossingen voor zulke problemen. Om die problemen te kunnen onderkennen, dient allereerst een onderscheid gemaakt te worden tussen woordgroepen, samenstellingen en samenkoppelingen. Ook afleidingen zijn van belang. Deze begrippen worden eerst besproken.

## Vier hoofdgroepen: woordgroep, samenstelling, samenkoppeling, afleiding

### Woordgroep
Een zeer elementaire zin kent geen woordgroepen:
- Rust roest.

Zodra het echter om iets uitgebreidere zinnen gaat, worden er woordgroepen aangetroffen:
- Het rode en het groene team vochten op leven en dood om de felbegeerde trofee.

Het zijn combinaties van woorden die op de ene of andere manier bij elkaar horen, en over de indeling ervan kan men van mening verschillen. Maar ze hebben dit gemeen: omdat ze groepen van woorden zijn, blijven het aparte woorden, die we los van elkaar schrijven.

### Samenstelling
Een samenstelling echter is opgebouwd (letterlijk “samengesteld”) uit twee woorden die tezamen een nieuwe betekenis vormen:
- gijzelingsdrama, periodeoverzicht, militaryruiter, Bosmanarrest.

Doorgaans gaat het om twee zelfstandige naamwoorden, samengevoegd tot een. Samenstellingen schrijven we aaneen (ook als ze met een eigennaam beginnen). Er wordt een koppelteken gebruikt als de samenstelling bestaat uit gelijkwaardige delen en als klinkerbotsing optreedt door het vormen van de samenstelling. 

### Samenkoppeling
Soms bevriest een woordgroep tot een vaste uitdrukking:
- het staakt-het-vuren,

waarmee we zo vertrouwd zijn dat het één woord wordt. Dit noemen we een samenkoppeling. Zulke samenkoppelingen schrijven we met koppeltekens.
Ook samenkoppelingen die aan het Engels zijn ontleend, worden soms geschreven met een koppelteken. Combinaties die in het Engels vaak koppeltekens hebben, krijgen die ook in het Nederlands. Ze krijgen ook over het algemeen een koppelteken als ze bestaan uit gelijkwaardige elementen, als ze beginnen met no- of non- en als de samenkoppeling eindigt in een voorzetselbijwoord.

### Afleiding
Een afleiding bestaat uit een woord waaraan een achtervoegsel of juist een voorvoegsel is toegevoegd:
- zwemmer, zwemster
- onding

Een afleiding is geen samenstelling, want achter- en voorvoegsels zijn geen woorden die op zichzelf kunnen voorkomen. Een afleiding kan meerdere voor- en achtervoegsels bevatten:
- onomkeerbaarheid.

Afleidingen schrijven we aaneen; er staan dus doorgaans geen koppeltekens in.

## Uitzonderlijke gevallen
Alle bovengenoemde hoofdgroepen kennen bijzondere gevallen, besproken in de betreffende artikelen. Daarnaast zijn er nog regels die niet aan een van de hoofdgroepen vallen onder te brengen. Ze worden hier uitzonderlijke gevallen genoemd.
in woordgroepen · in samenstellingen · in samenkoppelingen · in afleidingen